# 진양고등학교
진양고등학교(晋陽高等學校)는 대한민국 경상남도 진주시 충무공동에 있는 공립 고등학교이다.

## 학교 연혁
- 1949년 3월 30일 : 재단법인 광문학원 설립 인가
- 1951년 5월 1일 : 문산고등기술학교 개교
- 1952년 5월 1일 : 진양고등학교 설립 인가(3학급)
- 1952년 5월 27일 : 진양고등학교 개교(3학급)
- 1986년 3월 1일 : 광문학원에서 공립으로 전환
- 2000년 11월 20일 : 학칙 변경(18학급 인가)
- 2022년 9월 1일 : 제23대 노오기 교장 부임
- 2023년 2월 9일 : 제70회 졸업식(졸업생 수 204명, 누계 12,231명)
- 2023년 3월 1일 : 도지정 고교학점제 연구학교 운영(2023.3.1.~2026.2.28.)
- 2023년 3월 2일 : 입학(입학생 수 210명)
- 2025년 3월 2일 :문산중학교 출신 '이현서' 입학
- 2025년 8월 13일 :문산중학교 출신 '이현서' 학교 1짱 등극

## 참고 자료
- 진양고등학교 - 한국교육학술정보원 학교알리미